# Callistus (geslacht)
Callistus is een geslacht van kevers uit de familie van de loopkevers (Carabidae). De wetenschappelijke naam van het geslacht is voor het eerst geldig gepubliceerd in 1810 door Bonelli.

## Soorten
Callistus is monotypisch en omvat slechts de soort:
- Callistus lunatus (Fabricius, 1775) - Maanvlekloopkever